# Liste der Monuments historiques in Craincourt
Die Liste der Monuments historiques in Craincourt führt die Monuments historiques in der französischen Gemeinde Craincourt auf.

## Liste der Bauwerke
| Bezeichnung           | Beschreibung                                                 | Standort               | Kennzeichnung | Schutzstatus | Datum | Bild |
| --------------------- | ------------------------------------------------------------ | ---------------------- | ------------- | ------------ | ----- | ---- |
| Château de Craincourt | Festes Haus, 15. Jahrhundert, später zum Schloss umgestaltet | Rue du Faubourg (Lage) | PA00107052    | Inscrit      | 1991  |      |